# Tetrastichus echthrus
Tetrastichus echthrus är en stekelart som beskrevs av Crawford 1911. Tetrastichus echthrus ingår i släktet Tetrastichus och familjen finglanssteklar. Inga underarter finns listade i Catalogue of Life.